# Kościół Matki Boskiej Częstochowskiej w Czarnolesie
Kościół Matki Boskiej Częstochowskiej – rzymskokatolicki kościół filialny w miejscowości Czarnolas (powiat nyski, województwo opolskie). Świątynia należy do parafii św. Jadwigi Śląskiej w Skoroszycach w dekanacie Skoroszyce, diecezji opolskiej.

## Historia kościoła
Pierwsza wzmianka o kościele w Czarnolesie pochodzi z 1335 roku. Wspomniany był w rejestrze dziesięcin jako kościół parafialny w archiprezbiteracie nyskim. Obecna świątynia zbudowana została w 1890 roku.